# سمیر قصیر
سمیر قصیر خبرنگاری لبنانی بود که در سال ۲۰۰۵ ترور شد. او از بنیانگذاران و رهبران جنبش چپ دموکراتیک بود.
کمیسیون اروپا جایزه‌ای به نام او برای آزادی مطبوعات دارد که هر سال به خبرنگار برگزیده‌ای اهدا می‌شود.

## جوانی و تحصیل
سمیر قصیر در ۵ مه ۱۹۶۰ به دنیا آمد. پدرش لبنانی-فلسطینی و مادرش لبنانی-سوری بود. او از یک خانواده ارتدوکس یونانی انطاکیه بود.

## گفتاورد
- اگر کسانی هستند که در استفاده از سلاح ماهرند، من هم در استفاده از قلم ماهرم.[۱]